# Tillandsia pendulispica
Tillandsia pendulispica är en gräsväxtart som beskrevs av Carl Christian Mez. Tillandsia pendulispica ingår i släktet Tillandsia och familjen Bromeliaceae. Inga underarter finns listade i Catalogue of Life.